# Nasreddine Zaâlani
Nasreddine Zaâlani (en arabe : نصر الدين زعلاني) est un footballeur algérien né le 26 juillet 1992 à Guelma. Il évolue au poste de défenseur central au CS Constantine.

## Biographie
Zaâlani fait ses débuts sous les couleurs du l'AS Khroub, avant de partir jouer au RC Arbaâ en 2014.
Le 13 juin 2016, il retourne à Constantine et signe cette fois-ci au CSC, pour une durée courant jusqu'en 2018. Lors de la saison 2017-2018, il joue tous les matchs possibles avec le club constantinois (30 en championnat, et deux en Coupe d'Algérie). Il est sacré champion d'Algérie au terme de la saison.
Le 7 juin 2018, il renouvelle son contrat avec les vert et noir, pour deux ans.

## Statistiques
| Saison                | Club                  | Championnat           | Championnat | Championnat | Coupe(s) nationale(s) | Coupe(s) nationale(s) | Compétition(s) continentale(s) | Compétition(s) continentale(s) | Compétition(s) continentale(s) | Total | Total |
| Saison                | Club                  | Division              | M.          | B.          | M.                    | B.                    | Comp.                          | M.                             | B.                             | M.    | B.    |
| 2012-2013             | AS Khroub             | 2                     | -           | -           | -                     | -                     | -                              | -                              | -                              | 0     | 0     |
| 2013-2014             | AS Khroub             | 2                     | -           | -           | -                     | -                     | -                              | -                              | -                              | 0     | 0     |
| 2014-2015             | RC Arbaâ              | 1                     | 23          | 0           | 6                     | 0                     | -                              | -                              | -                              | 29    | 0     |
| 2015-2016             | RC Arbaâ              | 1                     | 22          | 1           | 1                     | 0                     | -                              | -                              | -                              | 23    | 1     |
| 2016-2017             | CS Constantine        | 1                     | 23          | 0           | 2                     | 0                     | -                              | -                              | -                              | 25    | 0     |
| 2017-2018             | CS Constantine        | 1                     | 30          | 1           | 2                     | 0                     | -                              | -                              | -                              | 32    | 1     |
| 2018-2019             | CS Constantine        | 1                     | -           | -           | -                     | -                     | C1                             | -                              | -                              | 0     | 0     |
| Total sur la carrière | Total sur la carrière | Total sur la carrière | +98         | 2           | +11                   | 0                     | -                              | -                              | -                              | 109   | 2     |

## Palmarès
|  |  | RC Arbaâ - Coupe d'Algérie - Finaliste : 2015 |  | CS Constantinois - Ligue 1 - Champion : 2018 - Supercoupe d'Algérie - Finaliste : 2018 | Al-Khaldiya SC - Supercoupe de Bahreïn - 2024 |